# De koele minnaar
De koele minnaar is een roman van de Vlaamse auteur Hugo Claus uit 1956 over een rokkenjager die een relatie heeft met een Italiaanse actrice.

## Samenvatting
Edward reist rond in Italië met zijn minnares Carla, een rijke, getrouwde vrouw. Wanneer hij het uitmaakt, geeft ze hem geld en keert alleen terug naar België.
Edward huurt een tuinhuisje bij mevrouw Leccini in het vissersdorpje Perenna. Hij zal er het dienstmeisje Maria zwanger maken en vervolgens dumpen. 
Tijdens de openluchtvoorstelling van een film leert hij Jia Venturi kennen. Met deze Italiaanse actrice begint hij een oppervlakkige relatie. Ze herinneren elkaar er regelmatig aan dat ze niet van elkaar houden. Jia speelt een rolletje in de film I Cospiratori, die opgenomen wordt in Lotorne, met Palla en Violet in de mannelijke en vrouwelijke hoofdrol. De visser Nonno krijgt een figurantenrolletje toebedeeld, maar moet na een val naar het ziekenhuis. 
Daarna gaat Jia op tournee. Haar impresario, "oom" Turi, heeft haar een rolletje bezorgd in een revue met actrice Sabina Corra. Edward reist met haar mee. Hij leeft op haar kosten, maar stuurt ook brieven naar Belgische kennissen en familieleden met een verzoek om geld.
Na de première van de revue bedriegt Jia Edward met de danser Basso, die nochtans een homoseksuele relatie had met Leffie, een andere danser. Edward slaat haar. Zij vraagt hem om het te vergeten en te doen alsof er niks gebeurd is. Na een ruzie met de acteercollega's van Jia eindigt hun relatie. 
Edward blijft nog een tijdje in Rome wonen. Zijn laatste geld geeft hij aan een prostituee van boven de vijftig, die hij niet eens aanraakt. Wanneer hij Jia terugziet, is ze zwaar opgemaakt om te verbergen dat ze tuberculose heeft. Ze smeekt hem om bij haar te blijven. Hij neemt geld van haar aan en kondigt aan dat hij naar België terugkeert.

## Achtergrond
Edward is een antiheld. Hij is niet in staat tot een ernstige, langdurige relatie. Hij fladdert van de ene naar de andere vrouw zonder zich te bekommeren om de puinhoop die hij achterlaat. Werken zou hij wel willen, maar hij vindt niks wat bij hem past. Daarom leeft hij op andermans kosten.
Het boek is geïnspireerd door Claus' verblijf in Italië in 1953 met Elly Overzier. Zij speelde enkele kleine filmrolletjes en acteerde in een revue met Anna Magnani. Sabina Corra zou op Magnani gebaseerd zijn. Claus zegt van zichzelf dat hij in die periode leefde als een gigolo.
Claus schetst geen gunstig beeld van het Italiaanse filmmilieu, dat hij het Ras van de Glimlach noemt - een verwijzing naar Franz Lehárs Het Land van de Glimlach, een operette die ook in Het verdriet van België voorkomt. Hij stelt het voor als een wereld waarin alles schijn is. Hij suggereert dat Jia met haar impresario "oom" Turi naar bed gaat in ruil voor een rol in een film of een revue.  

## Ontvangst
NRC Handelsblad: "Met De koele minnaar plaatst Claus zich in elk land, in elke taal tussen de beste romanciers."